# Sarduri II
Sarduru II, Siduri II, Seduri II, Sardur II – król Urartu, panujący w latach 764–735 p.n.e., syn Argisztiego I, ostatni władca okresu potęgi państwa. Porażka jego w bitwie z wojskiem asyryjskim pod dowództwem Tiglat-Pilesera III w 735 roku p.n.e. spowodowała utratę potęgi Urartu na Bliskim Wschodzie.

## Lata 764–744 p.n.e.
Sarduri II kontynuował ekspansywną politykę swego Argisztiego I. Podboje dwóch jego poprzedników Sarduriego II (Menui i Argisztiego I) dzięki zmodernizowanej armii uczyniły Urartu najpotężniejszym państwem Azji Przedniej. Asyria natomiast, na skutek przejęcia przez Urartu kontroli nad szlakami handlowymi, prowadzącymi do Azji Mniejszej, znalazła się w stanie kryzysu gospodarczego przez ucięcie dostaw żelaza, broni i koni dla swojej armii.
Liczne wyprawy wojenne Sarduriego II na Kaukaz Południowy nie spotykały większego oporu miejscowej ludności. W połowie VIII wieku p.n.e. Sarduri II najechał krainę Manę na pograniczu Urartu z Asyrią. Prawdopodobnie sprowokował tym Asyrię, która zaczęła przygotowania do wojny. Zachowały się źródła pisane, które opisują wyprawę Sarduriego II na Manę:
„Bóg Chaldi ze swoim orężem [...] rzucił ich przed Sardurim, synem Argisztiego. Chaldi potężny, broń boga Chaldiego potężna. Wystąpił w pochód Sarduri, syn Argisztiego. Sarduri mówi: Ja wyruszyłem, wystąpiłem w pochód na krainę Manę, kraj podbiłem, miasta spaliłem i zburzyłem, krainę zrujnowałem; mężczyzn i kobiety uprowadziłem do krainy Biajnili. Cytadelę umocnioną miasta Darbani zawojowałem, ten kraj do mojego kraju przyłączyłem”.
Z podbitych terytoriów napływały trofea i niewolnicy. Wykopaliska archeologiczne wykazały liczne ozdoby na broni urartyjskiej. Mimo opanowania sposobu obróbki żelaza, część broni wytwarzano nadal z brązu.

## Lata 744–735 p.n.e.
W 744 roku p.n.e. panowanie w Asyrii objął Tiglat-Pileser III, który przeprowadził reformę armii i rozpoczął wojnę o przywrócenie szlaków handlowych do Azji Mniejszej. Decydujące starcie z Urartu miało miejsce w 735 roku p.n.e. na zachodnim wybrzeżu Eufratu. Sarduri II uciekł z pola bitwy do Tuszpy. Tiglat-Pileser III wyruszył w głąb Urartu:
„Sarduriego Urartyjczyka zamknąłem w Turuszpie, jego głównym mieście, wielkiej rzezi dokonałem przed bramą miasta, wizerunek mojej potęgi ustanowiłem naprzeciwko miasta. Sześćdziesiąt miar szlaku po ogromnym państwie Urartu z góry na dół zwycięsko przeszedłem i nie spotkałem przeciwnika. Kraje Ulluba i Chabchu, położone na stokach góry Nal, podbiłem i przyłączyłem do Asyrii”.
Okoliczności śmierci Sarduriego II są nieznane. Prawdopodobnie został zabity podczas oblężenia Tuszpy. Przegrana wojna wywołała w Urartu powstania przeciwko władzy centralnej i przyczyniła się do osłabienia państwa.